# HAM-10
A 10m-es amatőrsáv a rövidhullámú rádiófrekvenciás tartományban lévő, rádióamatőrök számára kijelölt sáv. A kijelölt frekvenciatartomány: 28000 – 29700 kHz.

## Terjedési sajátosságai[1]
A 10m-es amatőrsáv a rövidhullámú rádiófrekvenciás tartományban van, ezért leginkább a rövidhullámokra jellemző terjedési tulajdonságai vannak. A 10m-es hullámhossz kellően rövid ahhoz, hogy megfelelő magasságban (λ/2) elhelyezett antennával ki tudjuk használni a direkt terjedést. URH-ra jellemző terjedési viszonyok is jellemzőek.
- térhullámok főként a nappali időszakban.
- az esti, szürkületi időszakban megnő a holtzóna
- napfoltminimum idején térhullámú terjedés nincs
- éjszakai terjedésre csak nagyon ritkán,  napfoltmaximumok idején lehet számítani
- közvetlen hullámú terjedés

## A 10 m-es amatőrsávra vonatkozó nemzetközisávterv[2]
| ITU 1                                    | ITU 2 | ITU 3 |
| ---------------------------------------- | ----- | ----- |
| 28–29,7 MHz 1. AMATŐR 2. MŰHOLDAS AMATŐR |       |       |

## A sávblokk Magyarországon érvényessávterve[3]
| 28–29,7 MHz     | 28–29,7 MHz | 28–29,7 MHz | 28–29,7 MHz                   | 28–29,7 MHz               | 28–29,7 MHz             | 28–29,7 MHz                   | 28–29,7 MHz            |
| A               | B           | C           | D                             | E                         | F                       | G                             | H                      |
| --------------- | ----------- | ----------- | ----------------------------- | ------------------------- | ----------------------- | ----------------------------- | ---------------------- |
| AMATŐR          |             | P           | 1                             | K                         | Amatőrrádiózás          | ECC/REC/(02)01 MSZ EN 301 783 | 3. melléklet 7. pont   |
| MŰHOLDAS AMATŐR |             | P           | 1                             | K                         | Műholdas amatőrrádiózás | ECC/REC/(02)01 MSZ EN 301 783 | 3. melléklet 7. pont   |
|                 |             | PN          |                               |                           | SRD                     |                               | 3. melléklet 9.1. pont |
| 3               | K           | PN          | Rádiómeghatározó alkalmazások | 3. melléklet 9.7.1. pont  |                         |                               |                        |
| 3               | K           | PN          | Induktív alkalmazások         | 3. melléklet 9.10.1. pont |                         |                               |                        |

- Az A oszlop meghatározza az adott sávhoz rendelt egyes rádiószolgálatokat
- A B oszlop meghatározza a vonatkozó lábjegyzetet, a harmonizált katonai sávra
- A C oszlop meghatározza a polgári, a nem polgári vagy az együttes célú használatra történő felosztást. A polgári célú felosztást P, a nem polgári célút N és az együttes célút E jelöli.
- A D oszlop meghatározza az alkalmazás jellegét. Az elsődleges jelleget 1-es, a másodlagos jelleget 2-es, a harmadlagos jelleget 3-as szám jelöli.
- Az E oszlop meghatározza az alkalmazás használatbavételi lehetőségét. A kijelölt kategóriát K, a tervezett kategóriát T jelöli.
- Az F oszlop meghatározza az alkalmazás megnevezését.
- A G oszlop tartalmazza a vonatkozó nemzetközi és hazai dokumentumokra hivatkozásokat
- A H oszlop tartalmazza a frekvenciasávok használata során alkalmazandó további rádióspektrum-gazdálkodási követelményeket és jellemzőket, valamint sávhasználati feltételeket.

## Felosztása[4]
| Frekvenciatartomány (Hz) | Frekvenciatartomány (Hz) | Használható adóteljesítmény (W) | Használható adóteljesítmény (W) | Használható adóteljesítmény (W) | Használható sávszélesség (Hz) | Üzemmód/felhasználás | Engedélyezett adásmód | Engedélyezett adásmód | Engedélyezett adásmód                                                                                   |
| Kezdete                  | Vége                     | Kezdő                           | CEPT                            | HAREC                           | Használható sávszélesség (Hz) | Üzemmód/felhasználás | Kezdő                 | CEPT                  | HAREC                                                                                                   |
| ------------------------ | ------------------------ | ------------------------------- | ------------------------------- | ------------------------------- | ----------------------------- | --- | --------------------- | --------------------- | --- |
| 28000000                 | 28070000                 | 100                             | 200                             | 1500                            | 200                           | CW - 28055000 CW QRS - 28060000 CW QRP - 28063000 FeldHell | A1A                   | A1A                   | A1A |
| 28070000                 | 28120000                 | 100                             | 200                             | 1500                            | 500                           | Keskenysávú digitális módok - 28070000 - PSK31 - 28072500 - MFSK16 - 28074000 - FT8 - 28076000 - JT65 JT9 Olivia - 28078000 - JT9 JS8 - 28079000 - T10 - 28080000 - RTTY, FeldHell - 28100000 - FeldHell - 28117000 - DominoEX | A1A, A1B, F1A, F1B    | A1A, A1B, F1A, F1B    | A1A, A1B, A1D, F1A, F1B, F1D                                                                            |
| 28120000                 | 28150000                 | 100                             | 200                             | 1500                            | 500                           | Automata vezérlésű digitális állomások - 28120000 - PSK31 - 28123000 - THOR - 28124600 - WSPR | A1A, A1B, F1A, F1B    | A1A, A1B, F1A, F1B    | A1A, A1B, A1D, F1A, F1B, F1D                                                                            |
| 28150000                 | 28190000                 | 100                             | 200                             | 1500                            | 500                           | Egyéb keskenysávú adásmódok - 28180000 - FT4 | A1A, A1B, F1A, F1B    | A1A, A1B, F1A, F1B    | A1A, A1B, A1D, F1A, F1B, F1D                                                                            |
| 28190000                 | 28199000                 | 0                               | 0                               | 100                             |                               | IBP - regionális időosztásos jeladók |                       |                       | |
| 28199000                 | 28201000                 | 0                               | 0                               | 100                             |                               | IBP - távolsági, időosztásos jeladók |                       |                       | |
| 28201000                 | 28225000                 | 0                               | 0                               | 100                             |                               | IBP - folytonos üzemű jeladók |                       |                       | |
| 28225000                 | 28300000                 | 100                             | 200                             | 1500                            | 2700                          | Egyéb üzemmódok - 28260000 - SSTV(A) | F3E, J3E, R3E         | F3E, J3E, R3E         | A1A, A1B, A2A, A2B, F1A, F1B, F2A, F2B, F3E, F3F, J2A, J2B, J2E, J3E, R3E                               |
| 28300000                 | 28320000                 | 100                             | 200                             | 1500                            | 2700                          | Egyéb digitális üzemmódok Automatikus vezérlésű digitális állomások | F3E, J3E, R3E         | F3E, J3E, R3E         | A1A, A1B, A1D, A2A, A2B, A2D, F1A, F1B, F1D, F2A, F2B, F2D, F3E, F3F, J2A, J2B, J2D, J2E, J3E, R3E      |
| 28320000                 | 29000000                 | 100                             | 200                             | 1500                            | 2700                          | USB - 28330000 - Digitális hangátvitel - 28360000 - USB QRP - 28677000 - SSTV(D) - 28680000 - Képátvitel | F3E, J3E, R3E         | F3E, J3E, R3E         | A1A, A1B, A2A, A2B, F1A, F1B, F2A, F2B, F3E, F3F, J2A, J2B, J2E, J3E, R3E                               |
| 29000000                 | 29100000                 | 100                             | 200                             | 1500                            | 6000                          | Egyéb, szélesebb sávú adásmódok | F3E, J3E, R3E         | F3E, J3E, R3E         | A1A, A1B, A2A, A2B, F1A, F1B, F2A, F2B, F3E, F3F, J2A, J2B, J2E, J3E, R3E                               |
| 29100000                 | 29200000                 | 100                             | 200                             | 1500                            | 6000                          | FM szimplex csatornák, 10kHz-es csatornabeosztással | F3E, J3E, R3E         | F3E, J3E, R3E         | A1A, A1B, A2A, A2B, F1A, F1B, F2A, F2B, F3E, F3F, J2A, J2B, J2E, J3E, R3E                               |
| 29200000                 | 29300000                 | 100                             | 200                             | 1500                            | 6000                          | Egyéb digitális üzemmódok Automatikus vezérlésű digitális állomások | A3E, F3E, J3E, R3E    | A3E, F3E, J3E, R3E    | A1A, A1B, A1D, A2A, A2B, A2D, A3E, F1A, F1B, F1D, F2A, F2B, F2D, F3E, F3F, J2A, J2B, J2D, J2E, J3E, R3E |
| 29300000                 | 29510000                 | 100                             | 200                             | 1500                            | 6000                          | Műholdas kommunikáció | A3E, F3E, J3E, R3E    | A3E, F3E, J3E, R3E    | A1A, A1B, A2A, A2B, A3E, F1A, F1B, F2A, F2B, F3E, F3F, J2A, J2B, J2E, J3E, R3E                          |
| 29510000                 | 29520000                 | 0                               | 0                               | 0                               |                               | Védősáv |                       |                       | |
| 29520000                 | 29590000                 | 100                             | 200                             | 1500                            | 6000                          | FM átjátszó bemeneti csatornák (RH1-RH8) | A3E, F3E, J3E, R3E    | A3E, F3E, J3E, R3E    | A1A, A1B, A2A, A2B, A3E, F1A, F1B, F2A, F2B, F3E, F3F, J2A, J2B, J2E, J3E, R3E                          |
| 29590000                 | 29620000                 | 100                             | 100                             | 1500                            | 6000                          | Egyéb, FM üzemmódú felhasználás - 29600000 Általános hívócsatorna - 29610000 Szimplex jelismétlők (parrot, bemenet+kimenet) | A3E, F3E, J3E, R3E    | A3E, F3E, J3E, R3E    | A1A, A1B, A2A, A2B, A3E, F1A, F1B, F2A, F2B, F3E, F3F, J2A, J2B, J2E, J3E, R3E                          |
| 29620000                 | 29700000                 | 100                             | 100                             | 1500                            | 6000                          | FM átjátszó kimeneti csatornák (RH1-RH8) | A3E, F3E, J3E, R3E    | A3E, F3E, J3E, R3E    | A1A, A1B, A2A, A2B, A3E, F1A, F1B, F2A, F2B, F3E, F3F, J2A, J2B, J2E, J3E, R3E                          |

## Gyakorlati felhasználása
A 10m amatőrsáv részére egy széles, 1.7MHz-es tartományt jelöltek ki, így lehetőséget biztosít szélesebb sávú csatornák kiosztására, valamint a keskenyebb sávú üzemmódok használatára is jóval szélesebb frekvenciatartományokat engedélyez.
A sáv elején a rövidhullámokon megszokott üzemmódok használatához vannak kijelölve frekvenciatartományok, a sáv másik felén már lehetőség van szélesebb sávú üzemmódokat is alkalmazni.
Átjátszók, jelismétlők, műholdas kommunikáció számára is ad lehetőséget.
A sáv terjedési tulajdonságait tekintve a rövidhullám és az URH határán van.
Napfoltmaximum idején nappal térhullámú terjedés van, az éjszakai órákban ilyenkor is csak ritkán van távolsági terjedés.
A sáv hullámreflexiós összeköttetésekre csak erős naptevékenység időszakában használható. Ilyenkor a nappali órákban kiváló DX lehetőségekkel számolhatunk, amikor már igen kis adóteljesítménnyel is nagy távolságok hidalhatók át. A holtzóna kiterjedése mintegy 4000 km. A hullámterjedés útvonalának a Föld napsütötte felén kell áthaladnia, vagyis jó terjedés esetén a kora reggeli órákban először a távol-keleti állomások jelentkeznek. Napfoltmaximum idején, nyáron a sáv a késő esti órákig használható.
A terjedésnek a napfolttevékenység fokától való függése szélsőséges: napfoltminimum idején a 10 m-es sáv távolsági összeköttetésekre használhatatlan. Legfeljebb a szórványosan fellépő E-rétegtől való visszaverődés biztosíthat rövid ideig közepes távolságú áthidalást.
Napfoltminimum idején csak közvetlen hullámú terjedés használatára van lehetőség. Ez a terjedési mód is jól használható, mivel a 10m-es hullámhosszhoz nem kell túl magasra telepíteni az antennát. Talajszinttől mérve 4-5m magasan elhelyezett antenna már elég jó hatásfokú közelterjedést biztosít.
A közvetlen hullámú terjedésnek is vannak előnyös tulajdonságai ezen a sávon, ugyanis a tereptárgyak kisebb mértékű csillapító hatást váltanak ki, mint az URH sávokon.

### Magyarországi jeladók[5]
| Hívójel | Frekvencia [MHz] | QTH/Név  | QTH Lokátor | Mod | ASL | AGL | Antenna  | P | Telj. [W] | ERP [dBW] |
| ------- | ---------------- | -------- | ----------- | --- | --- | --- | -------- | - | --------- | --------- |
| HA5BHA  | 28,225           | Budapest | JN97KO      | A1A | 400 | 5   | Vertical | V | 1,00      | 3,00      |